# Епіфіли
Епіфіли (від гр. ері — на, над та phyllon — листок) — дрібні рослини-епіфіти, які оселяються на листках, але не на гілках і стовбурах, інших рослин, головним чином вічнозелених. Серед епіфілів переважно водорості, мохи, лишайники, рідко — квіткові. Тривалість життя епіфіла обмежена часом існування листка, на якому мешкає рослина.